# Ceviche

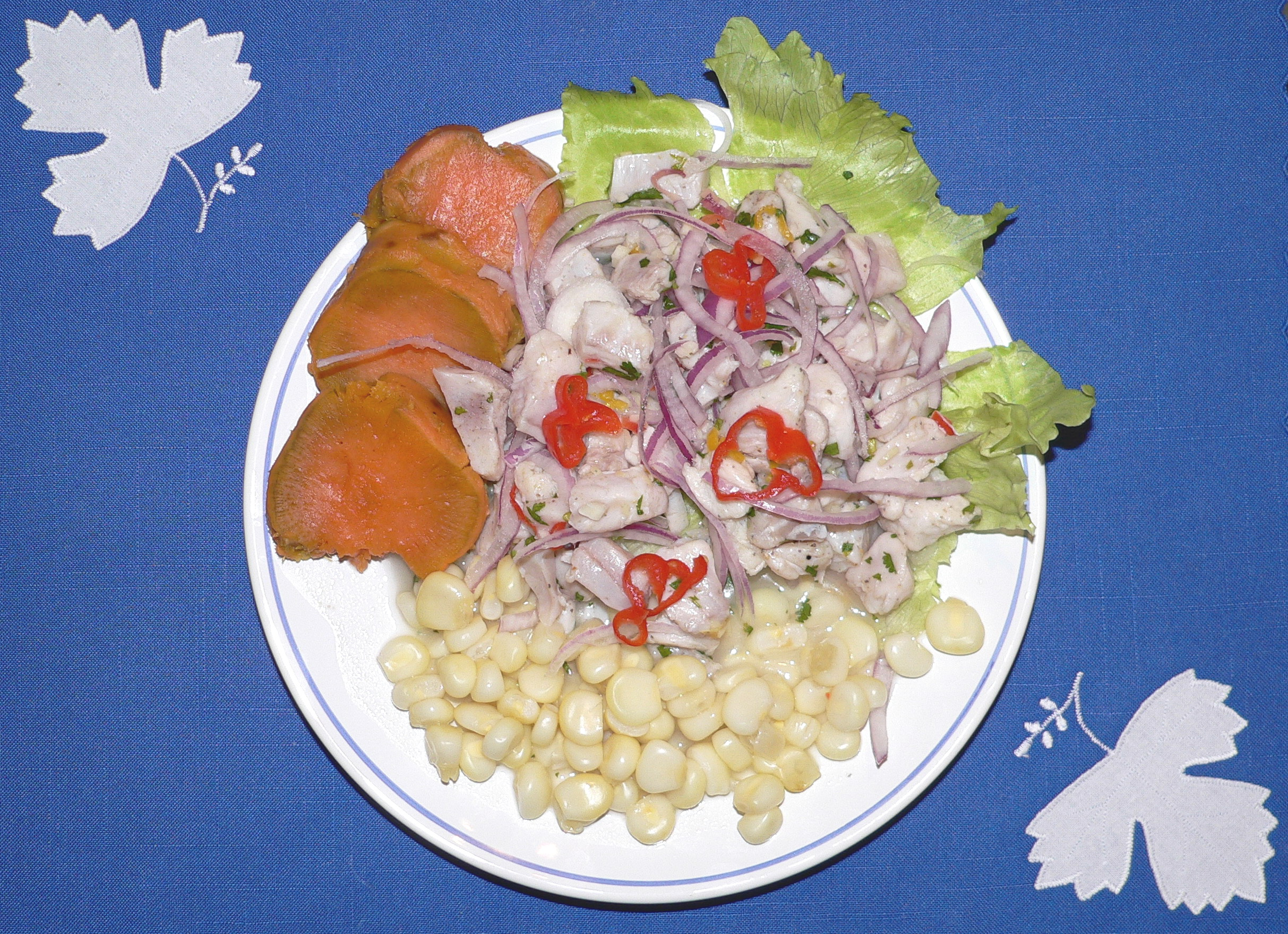
Ceviche do Peru

Ceviche é um prato da culinária equatoriana, culinária peruana e sul americana baseado em peixe cru ou camarão marinado em suco de limão ou lima ou outro cítrico, reconhecido pela UNESCO como expressão da culinária tradicional peruana e patrimônio cultural imaterial da humanidade. O essencial é que o pescado seja branco (sem muita gordura, nem músculo vermelho, como o sangacho do atum), mas de carne firme; camarão, lagosta ou mesmo polvo podem também ser usados.
Laranja-azeda também pode ser usada, mas um cítrico que lhe dá um gosto especial é a lima, um pequeno limão com a casca e a polpa esverdeadas.
Um importante ingrediente da preparação do ceviche é o "leche de tigre", suco feito com o peixe  marinado na lima com os outros componentes. O nome "leite" se deve à de cor branca e o "tigre" ao fato desse molho ser usado no Peru para curar "ressacas" e para dar força a quem o ingere.
Outros ingredientes “obrigatórios”, pelo menos no Peru onde é considerado o “prato nacional”, são a cebola e o piri-piri ou pimenta (no sentido brasileiro). Ingredientes acessórios, mas aparentemente muito importantes naqueles países, são as algas , o milho, ou a batata-doce, ou seja, um “legume” para dar mais “consistência” ao prato. A salsa, o coentro e outros "cheiros verdes" também são quase sempre utilizados.
Pode servir-se como entrada, acompanhado com milho tostado, milho fervido (mote) e batata doce (camote). Ou pode ser o prato principal de uma refeição, acompanhado com batatas “portuguesas” ou doces cozidas, ou milho cozido.

## Etimologia
Aparentemente, nem os próprios “donos” do prato sabem exactamente como se deve escrever, pois em espanhol o “b” e o “v” tem o mesmo som e eles referem-se a esta letras como “b-larga” e “v-curta”. Já numa coisa, eles estão de acordo: a primeira letra “não pode” ser o “z” (que eles chamam zeta, mas que na maioria das variações do espanhol fora da Espanha, é pronunciado seta).
O conhecido geógrafo peruano Javier Pulgar Vidal diz que a raiz da palavra vem do Quíchua "siwichi", peixe fresco. O jornalista  Francisco More levanta a hipótese de origem na palavra “cebo”, isca, cortes pequenos de peixe.  Outra versão, mais "clássica", seria do latim "cebo" que significava "comida abundante".
Por sua vez, o historiador Juan José Veja levanta a idéia de uma origem no Árabe, na palavra "sibesh", comida ácida, lembrando que mulheres mouriscas trazidas por Francisco Pizarro marinavam  o peixe cru dos Incas em suco de laranja azeda. Daí viria a versão sebiche, considerada como oficial do governo Peruano.
Mas há uma teoria interessante: embora a conservação do pescado com líquidos (como a salmoura, por exemplo) seja um conhecimento provavelmente pre-histórico, os citrinos foram introduzidos na Europa pelos árabes e daí foram levados para as colónias onde foram utilizados como uma variante do escabeche, que supostamente provém da palavra árabe “iskbêª” (em vez da vizinha “sikbâª”, que é traduzida como "guisado de carne com vinagre e outros ingredientes") ao qual os espanhóis começaram a adicionar bastante cebola, para o tornar menos ácido. Então, o “escabeche de cebola” teria-se tornado Cebiche.  Assim, a  Real Academia Espanhola prefere  Cebiche.

## História

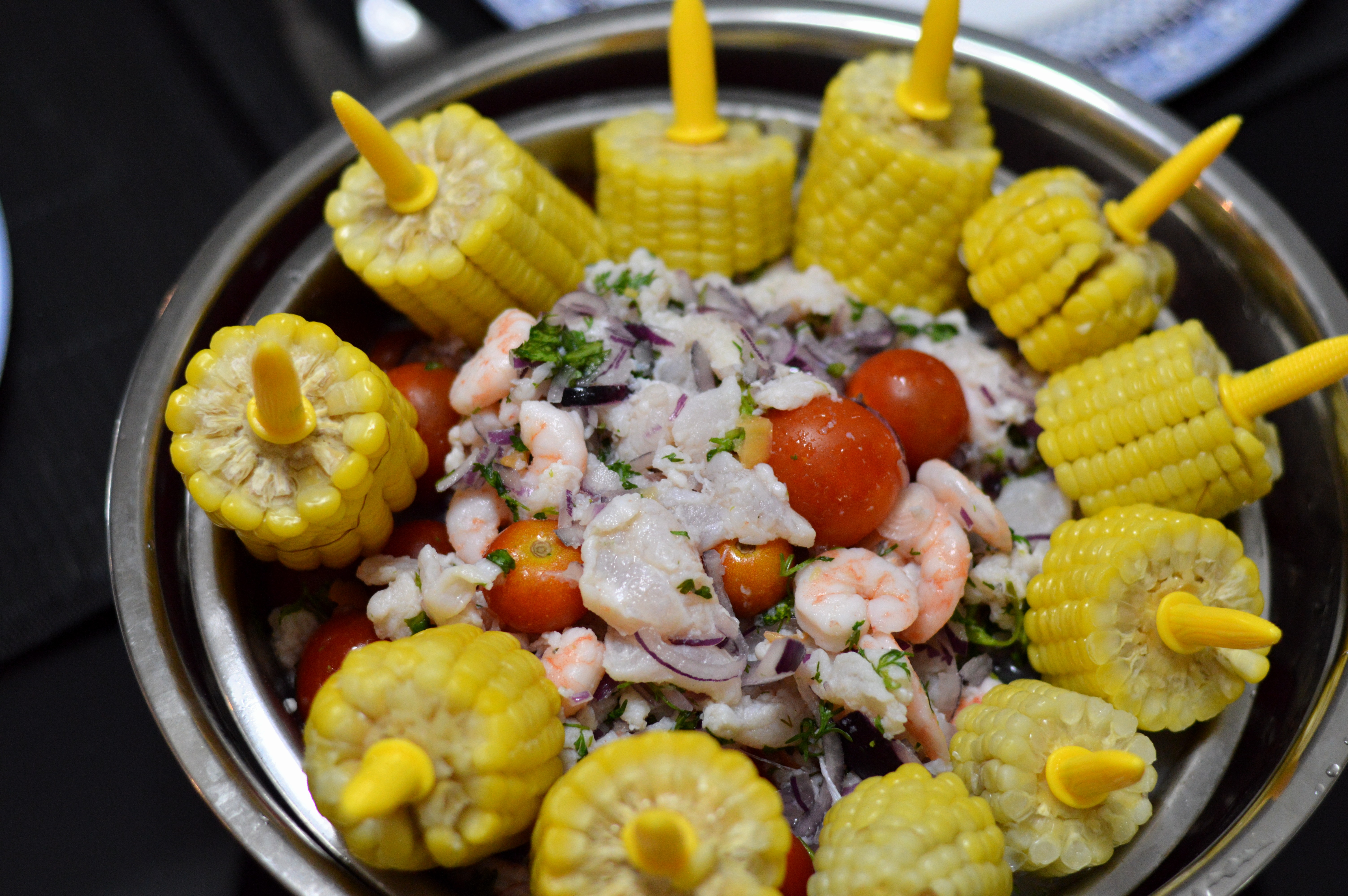
Ceviche de linguado e camarão servido com milho

Uma primeira versão do Ceviche é registrada como sendo de cerca de 2000 A.C. entre o povo Mochica do litoral norte do Peru, onde o peixe era marinado em suco de tumbo cocoba ou curuba (um fruto similar ao maracujá)que na Amazônia brasileira é conhecida como "cubiu'. Os Incas  faziam algo similar usando “chicha”, bebida fermentada de milho. Ainda em tempos pré-colombianos foi acrescentada a pimenta "aji", muito picante, hoje obrigatória nesse prato. O limão só veio a ser usado a partir do século XVI quando chegaram os espanhóis, sendo hoje indispensável nas receitas.

## Patrimônio
Embora presente em toda a América do Sul andina, somente os peruanos transformaram o ceviche em orgulho nacional, sendo parte do Patrimônio Cultural do país e tendo uma data comemorativa - 28 de junho, véspera do dia de São Pedro. Há, somente em Lima, mais de 2.000 restaurantes especializados, as "cevicherías".